# Платон Студит
Платон Студит, или Платон Студиски (735, Цариград - 5. априла 813, Цариград) је православни монах, игумен, познати и као стриц Теодора Студита.  

## Биографија
У његовој 13тој години, након што су му родитељи умрли од куге, а његов стриц, главни благајник Византијског царства, узео га је за свог помоћника. 
Због свог племенитог порекла, врлина и вештина, сматран је добрим младожењом. Али Платона су више привлачили молитва и самоћа. Убедио је своју тројицу браће да се посвете Богу и живе у монаштву.
Предајући сву своју имовину сиромашнима, Платон се повукао на планину Мали Олимп у Мизији, на фригијско-бетанијској граници (сада Улудаг), у манастиру Символех. У манастиру је Платон радио на преписивању књига и састављању збирки списа светих отаца.
По смрти игимана манастира Теоктиста (770.) изабран је за игумана. Након што је одбио место Никомедијанског митрополита које му је предложио патријарх Тарасије, Платон се повукао у пустињу са својим нећацима Теодором Студитом и Јосифом, епископом Солунским, и основао манастир у Сакудиону (782).
788. године, Платон је учествовао на Седмом васељенском сабору. Због разоткривања цара Константина VI., који се оженио други пут током живота своје прве жене, Платон је био затворен.
По смрти цара, Платон је пуштен и одлази у манастир Студитски манастир у Цариграду, где је боравио његов нећак Теодор Студит.
Под царем Нићифором 807, Платон је поново био гоњен и прогнан.
Враћен је из егзила тек 811. године. Умро је 813. године. 
Православна црква га помиње 5. априла.